# مرگ نیکولا بولی
در ۲۷ ژانویه ۲۰۲۳، یک زن بریتانیایی به نام نیکولا بولی (به انگلیسی: Nicola Bulley) در حالی که با سگ خود در حال قدم زدن بود ناپدید شد. پلیس گفت که هیچ مدرکی دال بر فعالیت مشکوک یا دخالت شخص ثالث در ناپدید شدن او وجود ندارد و اظهار داشت که فرضیه کاری آنها بر این بود که او در رودخانه وایر گیر افتاده‌است. با این حال، در جستجوی گسترده رودخانه و زمین‌های اطراف که شامل غواصان پلیس، هلیکوپترها، سگ‌های مواد یاب و هواپیماهای بدون سرنشین بود، جسدی یافت نشد.
در ۱۹ فوریه، جسد او در رودخانه توسط یک مرد و یک زن در حال قدم زدن در منطقه، در ۱٫۵ کیلومتری سنت مایکل در وایر، پیدا شد. روز بعد، پلیس تأیید کرد که جسد متعلق به بولی است. علت مرگ هنوز مشخص نشده‌است.
رسیدگی پلیس به این پرونده از جمله انتشار جزئیات خصوصی سلامت بولی مورد انتقاد قرار گرفت. همچنین برخی از مردم به‌ویژه کاربران شبکه‌های اجتماعی، به دلیل سفر به منطقه برای پیدا کردن جسد او، در حین جستجو پلیس مورد انتقاد قرار گرفتند.

## زمینه
نیکولا جین بولی، ۴۵ ساله، در سال ۱۹۷۷ در اسکس به دنیا آمد و در اواخر دهه ۱۹۹۰ به لنکاوی نقل مکان کرد. او به همراه شریک ۴۴ ساله خود صاحب دو دختر بود و آنها در روستای اینسکیپ زندگی می‌کردند. بولی مشاور وام مسکن بود. واز مشکلات مربوط به الکل و پیش از یائسگی رنج می‌برد،

## ناپدید شدن
در روز جمعه ۲۷ ژانویه ۲۰۲۳، بولی پس از گذاشتن فرزندانش در مدرسه در حدود ساعت ۰۸:۴۰، از خانه خود به روستای نزدیک به سنت مایکل در وایر رفت او با سگ اسپرینگر اسپانیل خود در امتداد رودخانه وایر قدم زد. در ساعت ۰۸:۵۳، بولی یک ایمیل برای کارفرمای خود ارسال کرد. در ساعت ۰۸:۵۷ او برای یکی از دوستانش پیامکی فرستاد تا در آن هفته با فرزندانشان ملاقاتی ترتیب دهند. سپس در ساعت ۰۹:۰۱ او به تماس جلسه مایکروسافت تیمز پیوست و دوربین و میکروفون گوشی خود را جدا نگه داشت.
بولی آخرین بار تقریباً در ساعت ۰۹:۱۰ در مزرعه ای در کنار رودخانه در حال راه رفتن با سگش دیده شد. در ساعت ۰۹:۲۰، تلفن بولی در مجاورت یک نیمکت در کنار رودخانه قرار داشت. در ساعت ۰۹:۳۰ تماس جلسه توسط میزبان آن خاتمه یافت. در ساعت ۰۹:۳۳، یک عابر تلفن همراه بولی (که هنوز در تماس بود) را روی نیمکت کشف کرد. سگ بولی تنها در نزدیکی نیمکت پیدا شد و هیچ نشانه ای از حضور در رودخانه نداشت. بند سگ روی زمین بین نیمکت و رودخانه پیدا شد.

## پیدا شدن جسد

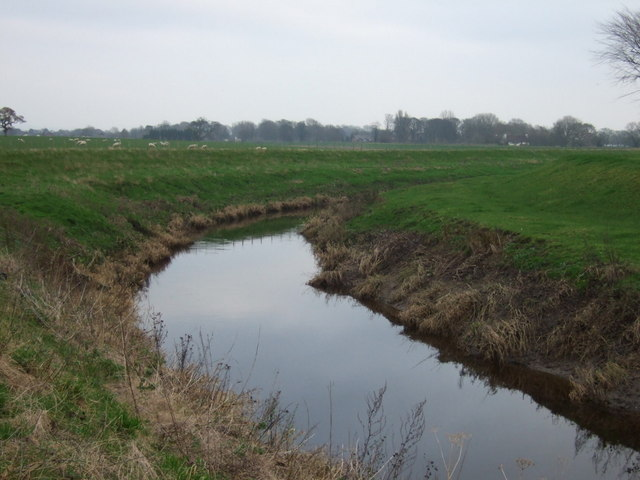
مکانی تقریبی که جسد بولی پیدا شد

در ۱۹ فوریه، جسدی در رودخانه توسط یک مرد و یک زن پیدا شد که به همراه سگشان در حال پیاده‌روی بودند، زن و شوهر به پلیس اطلاع دادند و جسد متعاقباً از میان نیزارها و زیر درختان بیرون آمد. پلیس یک چادر در کنار رودخانه برپا کرد و یک هلیکوپتر پلیس در بالای منطقه عملیات کرد. برخی از مردم با بالا رفتن از حصار و تظاهر به روزنامه‌نگاری سعی کردند از جسد عکس بگیرند. ; حتی مردی بخاطر ضبط ویدیو در محدوده پلیس دستگیر شد.
در ۲۰ فوریه، پلیس تأیید کرد که جسد متعلق به بولی است که از روی پرونده‌های دندانپزشکی اش شناسایی شد. علت مرگ هنوز مشخص نشده‌است.